# Communauté de communes Chinon, Vienne et Loire
Die Communauté de communes Chinon, Vienne et Loire ist ein französischer Gemeindeverband mit der Rechtsform einer Communauté de communes im Département Indre-et-Loire in der Region Centre-Val de Loire. Sie wurde am 1. Januar 2014 gegründet und umfasst aktuell 19 Gemeinden. Der Verwaltungssitz befindet sich im Ort Chinon.

## Historische Entwicklung
Die Neugründung im Jahr 2014 erfolgte durch Zusammenschluss der ehemaligen Gemeindeverbände Communauté de communes de Rivière-Chinon-Saint-Benoît-la-Forêt, Communauté de communes de la Rive gauche de la Vienne und Communauté de communes du Véron.
Per 1. Januar 2017 traten die Gemeinden Anche und Cravant-les-Côteaux von der ehemaligen Communauté de communes du Bouchardais dem hiesigen Verband bei.
Mit Wirkung vom 1. Januar 2018 verließ die Gemeinde Chouzé-sur-Loire die Communauté de communes Touraine Ouest Val de Loire und trat dem hiesigen Verband bei.

## Mitgliedsgemeinden
| Gemeinde                                       | Einwohner 1. Januar 2022 | Fläche km² | Dichte Einw./km² | Code INSEE | Postleitzahl |
| ---------------------------------------------- | ------------------------ | ---------- | ---------------- | ---------- | ------------ |
| Anché                                          | 429                      | 7,99       | 54               | 37004      | 37500        |
| Avoine                                         | 1.994                    | 12,58      | 159              | 37011      | 37420        |
| Beaumont-en-Véron                              | 2.719                    | 18,83      | 144              | 37022      | 37420        |
| Candes-Saint-Martin                            | 182                      | 5,77       | 32               | 37042      | 37500        |
| Chinon                                         | 8.121                    | 39,02      | 208              | 37072      | 37500        |
| Chouzé-sur-Loire                               | 2.150                    | 28,04      | 77               | 37074      | 37140        |
| Cinais                                         | 378                      | 8,77       | 43               | 37076      | 37500        |
| Couziers                                       | 117                      | 12,05      | 10               | 37088      | 37500        |
| Cravant-les-Côteaux                            | 680                      | 38,21      | 18               | 37089      | 37500        |
| Huismes                                        | 1.446                    | 23,82      | 61               | 37118      | 37420        |
| La Roche-Clermault                             | 546                      | 18,03      | 30               | 37202      | 37500        |
| Lerné                                          | 347                      | 16,36      | 21               | 37126      | 37500        |
| Marçay                                         | 487                      | 21,35      | 23               | 37144      | 37500        |
| Rivière                                        | 700                      | 3,66       | 191              | 37201      | 37500        |
| Saint-Benoît-la-Forêt                          | 848                      | 35,25      | 24               | 37210      | 37500        |
| Saint-Germain-sur-Vienne                       | 358                      | 13,36      | 27               | 37220      | 37500        |
| Savigny-en-Véron                               | 1.539                    | 21,31      | 72               | 37242      | 37420        |
| Seuilly                                        | 392                      | 15,73      | 25               | 37248      | 37500        |
| Thizay                                         | 302                      | 6,92       | 44               | 37258      | 37500        |
| Communauté de communes Chinon, Vienne et Loire | 23.735                   | 347,05     | 68               | –          | –            |

## Quelle
1. ↑  www.collectivites-locales.gouv.fr
2. ↑  CC Chinon, Vienne et Loire (SIREN: 200 043 081) in der Base nationale sur l’intercommunalité (BANATIC) des französischen Innenministeriums (französisch)